# ピタットハウスネットワーク

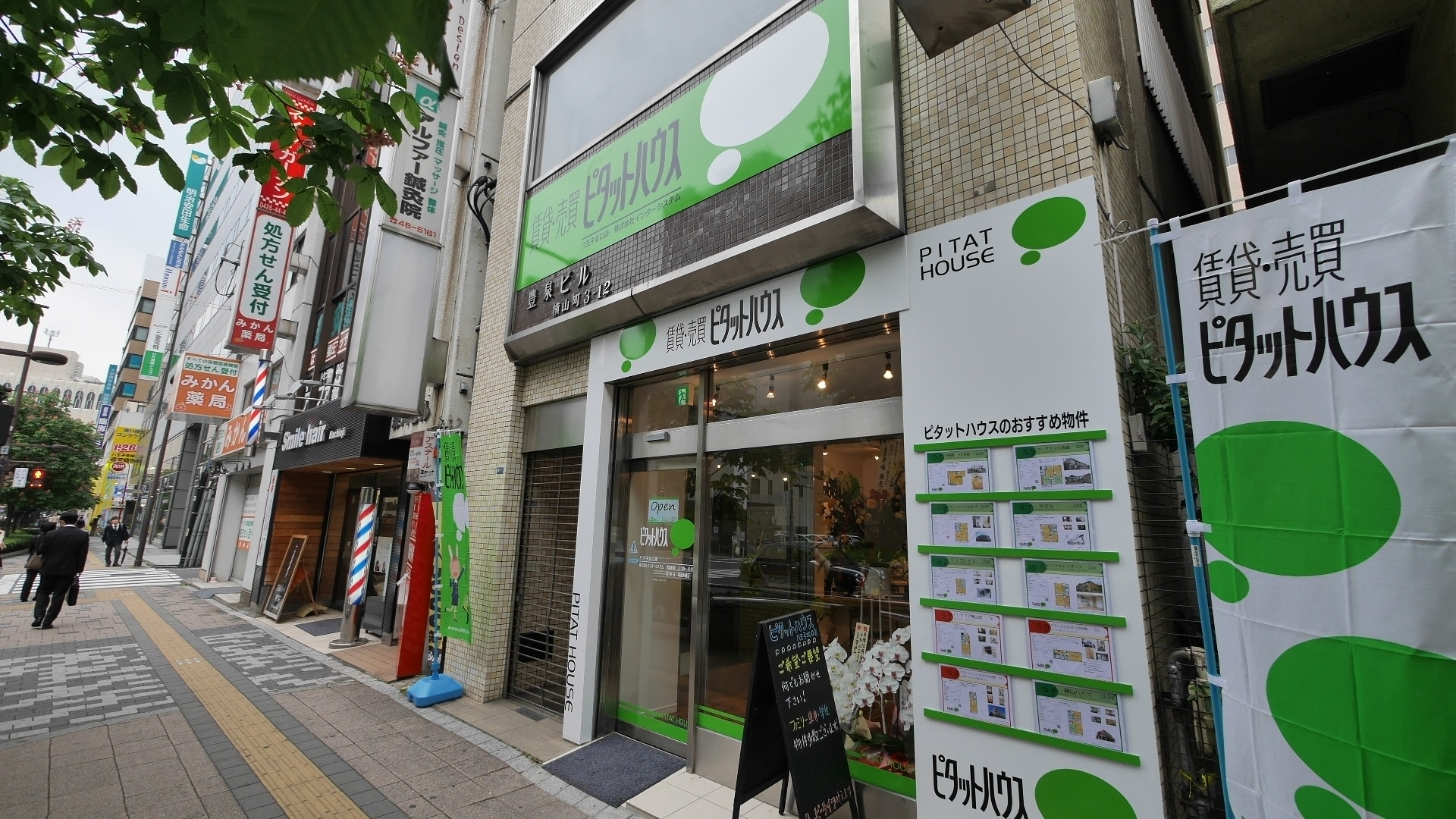
ピタットハウス八王子北口店

ピタットハウスネットワーク株式会社は，東京都中央区日本橋に本社を置く不動産会社で、スターツコーポレーションの子会社である。ピタットハウスと略される事が比較的多い。

## 沿革
- 2000年（平成12年）6月 - 株式会社リアルジョブが、資本金1000万円で設立される。
- 2001年（平成13年）
  - 3月 - 住宅流通推進協会株式会社を合併、資本金を4000万円に増強。
  - 7月 - フランチャイズ方式での事業を開始。
- 2002年（平成14年）10月 - ピタットハウス店舗、計100店に達する。
- 2004年（平成16年）
  - 4月 - 大阪営業部を設置。
  - 6月 - ピタットハウスネットワーク株式会社に社名変更。ピタットハウス店舗、計150店に達する。
- 2005年（平成17年）
  - 6月 - ピタットハウス店舗、計200店に達する。
  - 8月 - 資本金を1億円に増強。
  - 9月 - 東京都中央区日本橋グレイスビルに本社移転。
- 2006年（平成18年）
  - 1月 - ピタットハウス店舗、計250店に達する。
  - 10月 - ピタットハウス店舗、計300店に達する。
  - 11月 - 名古屋営業部を設置。
- 2007年（平成19年）
  - 1月 - 福岡営業部を設置。
  - 9月 - ピタットハウス店舗、計350店に達する。
- 2008年（平成20年）9月 - pitat.comをリニューアルリリース。
- 2010年（平成22年）8月 - 東京都中央区日本橋スターツ八重洲中央ビルに本社移転
- 2011年（平成23年）
  - 1月 - ピタットハウス店舗、計400店に達する。
  - 4月 - HOSPITALITY PROJECT始動
- 2013年（平成25年）
  - 7月 - 地域情報発信ブログ「街ピタ」リリース
  - 10月 - ピタットハウス店舗、計450店に達する。
- 2015年（平成27年）10月 - ピタットハウス店舗、計500店に達する。
- 2016年（平成28年）12月 - 小島瑠璃子をCMに起用。
- 2017年（平成29年）3月 - ピタットハウス店舗、計600店に達する。
- 2019年（平成31年）1月 - ピタットハウス店舗、計650店に達する。
- 2022年（令和4年）1月 - 鈴木亮平をCMに起用。
- 2023年（令和5年）9月 - 米倉れいあをCMに起用。

## 主な営業所
- 本社 - 東京都中央区日本橋3-4-10　スターツ八重洲中央ビル4階
- 大阪営業部 - 大阪府大阪市北区曽根崎2-6-6　コウヅキキャピタルウエスト10階